# Eremo di San Nicola (Serrara Fontana)
L'eremo di San Nicola è un eremo ubicato a Serrara Fontana.

## Storia
La chiesa venne citata per la prima volta in un documento risalente al 1459, citata in uno scritto di Giovanni Pontano: tuttavia questa è sicuramente più antica e probabilmente edificata nel periodo nel quale le grotte che costeggiavano il monte Epomeo erano utilizzate dagli abitanti della zona come abitazioni.
Nel 1500, al centro della chiesa, fu posta una statua di San Nicola di Bari, da cui prese il nome, mentre nel 1587, nelle roccia circostante, vennero scavate le prime celle per ospitare dei monaci. Alla fine del XVI secolo la nobildonna Beatrice Quadra lo trasformò in luogo di ritiro per le clarisse: tuttavia, a causa dell'asperità del clima e del luogo, le monache furono trasferite poco dopo al castello Aragonese. L'eremo fu inoltre abitato da fra Giorgio Bavaro, fra Nicola Ramy, fra Gaspare eremita, fra Gabriele D'Ambra, fra Antonio, padre Michele, fra Desiderio e da Giuseppe d'Arghout: quest'ultimo, comandante di una guarnigione militare sull'isola d'Ischia, mentre rincorreva due soldati ribelli sul monte Epomeo, rischiò di essere ucciso a seguito di un agguato teso dai due, cadendo da cavallo. Fece così voto a san Nicola e nel caso in cui di fosse salvato, sarebbe diventato un eremita: ottenuta la grazia, insieme ad altri dodici compagni, nel 1754, si ritirò presso l'eremo, ampliando sia la chiesa che il convento, con la costruzione di ulteriori celle nel tufo.

## Descrizione
L'eremo di San Nicola si trova ad un'altezza di oltre 700 metri, sulla cima del monte Epomeo: raggiungibile sia da Barano d'Ischia che da Serrara Fontana, al complesso si accede tramite un sentiero che dal 2012 è gestito dal CAI.
La chiesa si presenta con una facciata in muratura, con ingresso sormontato da un finestrone e terminante con un campanile a vela, mentre l'interno è scavato direttamente nel tufo verde: a navata unica, sul fondo è posto il presbiterio di forma rettangolare con un altare in marmo commissionato da Giuseppe d'Arghout; il pavimento del presbiterio, del XVIII secolo, è in maiolica, con le riggiole disposte a formare disegni. Sulla parete sinistra, nei pressi dell'altare maggiore, in una nicchia, è posta la statua di San Nicola di Bari, del 1500 e di ignoto autore napoletano.
Sempre sulla parete sinistra si apre una cappella: sul fondo è un altare sormontato da un reliquario del XVIII secolo, diviso in cento nicchie, dove sono poste, in barattoli di vetro soffiato, i resti di santi e beati. Sulla sinistra della cappella è collocata una statua di San Giuseppe mentre a destra un Cristo morente di ignoto napoletano; sul pavimento una lastra sepolcrale del 1671. Il pavimento sia della cappella che della navata risale al 1843 ed è formato da mattonelle con fiori su fondo giallo alternate a mattonelle di cotto e delimitate da una fascia di racemi. La chiesa aveva un campanile, andato distrutto: si conserva la campana realizzata da Salvatore Nobili all'inizio del XX secolo.
Le celle del convento sono state adibite ad albergo e ristorante.